# Броня Гарві

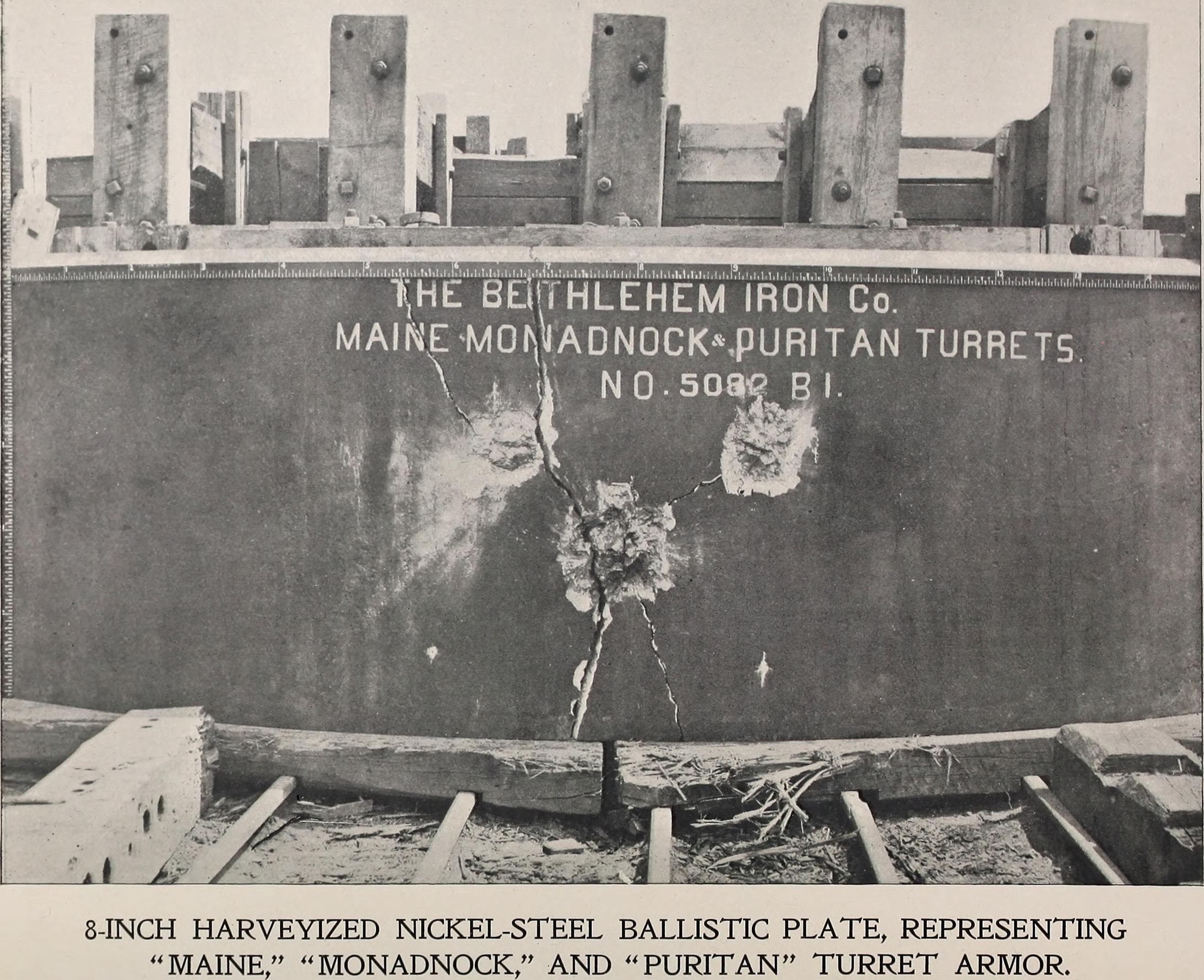
8-дюймова (200 мм) плита броні Гарві після балістичних випробувань (1894)

Броня́ Га́рві (англ. Harvey armor) — броньована сталь, легована нікелем, лицьова поверхня якої для надання твердості і міцності насичувалась вуглецем. Уперше цю броню, винайдену американським інженером Г. Гарві (англ. H. A. Harvey), було використано у 1890 році на військово-морській верфі у Вашингтоні у вигляді 10,5-дюймових плит для оснащення військових кораблів.

## Передумови винаходу
Відомо було, що твердість залізовуглецевих сплавів суттєво зростає із збільшенням вмісту в них вуглецю. Так, чавун є значно твердішим за сталь, яка у свою чергу є твердішою за чисте залізо. Значить для отримання твердої лицевої поверхні броні достатньо збільшити вміст вуглецю у її поверхневому шарі.
У 1887 Трессідер (англ. Tressider) запатентував в Англії метод покращення гартування нагрітої поверхні сталевої плити шляхом подавання на неї під великим тиском дрібних водяних бризок. Цей спосіб виявився кращим, ніж занурення в рідину (воду, оливу тощо), тому що забезпечував збільшення швидкості охолодження через інтенсивніший доступ холодної води до поверхні металу, тоді як при зануренні між рідиною і металом утворювався прошарок пари, яка погіршувала теплообмін.

## Характеристика процесу отримання
Процес за методом Гарві, полягав у наступному. Сталева плита, перебуваючи у тісному контакті з вуглецевмісною речовиною (наприклад, деревним вугіллям) нагрівалась до температури, близької до температури плавлення, і витримувалась у такому стані два-три тижні. В результаті вміст вуглецю у поверхневому шарі зростав до 1,0-1,1 %, а на глибині 25 мм залишався на рівні, характерному для звичайної сталі.
Після цього через багаторазове гартування спочатку в оливі, а потім лицьової поверхні бризками води отримували заготовки із надтвердою поверхнею при м'якшому внутрішньому шарі. Такий процес насичення поверхневих шарів сталі вуглецем (навуглецювання) згодом отримав назву «цементація» (у твердому карбюризаторі), а сам процес у ті часи називали «гарвеївським процесом».
Хімічний аналіз типової броні Гарві того періоду показав, що вміст вуглецю становив близько 0,2 %, марганцю — близько 0,6 %, нікелю — від 3,25 до 3,5 %.

## Використання
Наприкінці 19-го століття броня Гарві моментально потіснила всі інші види броні, так як була на 15-20 % кращою за властивостями від свого попередника — нікелевої сталі (броня Гарві завтовшки 13 дюймів відповідала броні з нікелевої сталі завтовшки 15,5 дюймів).
Невдовзі після впровадження гарвеївського процесу було виявлено, що балістичну міцність броні можна збільшити шляхом повторного кування після цементації перед термічним обробленням. Кування, що зменшувало товщину плити на 10-15 %, проводили за невисокої температури. На початках воно використовувалась для забезпечення точності розміру за товщиною та як викінчувальна операція для покращення якості поверхні металу після теплового впливу. Цей спосіб було запатентовано Корі (англ. Corey) з компанії «Карнеґі Стіл» (англ. Carnegie Steel Company) під назвою «подвійне кування».
Надалі (до 1900-х років) броня Гарві була витіснена досконалішою та спорідненою з нею круппівською бронею, цементація якої проводилась у газовому карбюризаторі, роль якого виконували газоподібні вуглеводні (світильний газ).